# Olfino
Olfino è una frazione del comune di Monzambano, in provincia di Mantova.

## Monumenti e luoghi d'interesse
Di particolare interesse è la Chiesa della Santissima Trinità, del XIV secolo.
Nonostante i molti interventi che si sono susseguiti nel tempo, la chiesa mantiene l'impronta romanico medievale, come testimoniano la facciata a capanna, decorata con archetti lungo gli spioventi del tetto, il tondo dell'occhio strombato, il portale lobato nella parte superiore, il piccolo campanile con le quattro aperture arcuate della cella campanaria, dove sono allocate cinque campane che fino al 1978 costituivano il “concerto di Olfino”
Sopra l'ingresso il pannello in cotto del 1966 raffigurante le persone della Trinità. 
Sul retro della chiesa i resti di un piccolo chiostro, sede in antico di una comunità di Eremiti Agostiniani, passata dopo il 1580 ai monaci Olivetani dipendenti dall'abazia di santa Maria in Organis di Verona.
L'interno della chiesa è costituito da una navata unica con copertura a capriata e da un profondo presbiterio rettangolare, e presenta decorazioni pittoriche e a stucco che si sono sovrapposti nel tempo. Si riconoscono almeno due cicli di affreschi del XVI secolo, eseguiti in tempi e da mano diverse: del primo sono rimasti lacerti sulle pareti delle cappelle, il fronte dell'arco trionfale e la volta del presbiterio; del secondo restano le raffigurazioni degli angeli dei lunotti del presbiterio e i tondi degli evangelisti, già collocati sulla volta del presbiterio e staccati e ricollocati sulla parete di controfacciata nel corso di restauri del 1987. 
Gli affreschi sono stati coperti da stucchi nel secolo XVII.
Lungo le pareti della navata, quattro archi decorati con stucchi di personaggi biblici, figure allegoriche e stemmi abbaziali.
A sinistra, sull'arco del primo volto, entro il quale è situata la statua del Sacro Cuore, siedono Mosè ed Elia, con tre figure femminili, raffiguranti la Sapienza, al centro, la Giustizia e la Temperanza alle estremità.
Segue la cappella di San Leonardo, introdotta dagli stucchi di due Sibille poste sopra l'arco, e le figure femminili, raffiguranti la Mansuetudine al centro, la Prudenza a destra e la Fortezza a sinistra.
Nella nicchia, delimitata da due lesene a forma di cariatide, la statua di san Leonardo. Ai lati della nicchia l'arcangelo Michele nell'atto di colpire con la freccia Satana e l'arcangelo Raffaele che guida Tobiolo.
Sullo sfondo affrescato della cappella a sinistra le figure dei santi Stefano e Lorenzo con i simboli del loro martirio, a destra i santi Antonio Abate e re Luigi IX di Francia.
Il presbiterio, con volta a crociera, con angeli e grottesche, è introdotto da un importante arco di trionfo, dove nella parte superiore è raffigurata l'Annunciazione con l'angelo da un lato e Maria dall'altro con Il Padre Eterno al centro. Nella parte sottostante, a sinistra la figura della sibilla Hermofile eritrea contrapposta a quella del profeta Isaia. Più sotto le statue di San Bernardo Tolomei, fondatore della congregazione benedettina di Monte Oliveto Maggiore, a sinistra e quella di San Giovanni Battista a destra.
Il presbiterio, sopraelevato dalla navata da due gradini, contiene l'altare maggiore, addossato alla parete di fondo, posto su una pradella di marmo rosso, di cui si evidenzia il paliotto (pannello decorativo della parte anteriore dell'altare) ornato da tarsie geometriche.
Al centro la pala che raffigura la Trinità a cui è dedicata la chiesa, racchiusa in una cornice in legno dorato. Ai lati, nelle due nicchie le statue della Vergine annunciata e dell'arcangelo Gabriele. Nella parte superiore dell'altare il gruppo delle tre virtù teologali, la Fede a sinistra, al centro la Carità e la Speranza destra. 
Nei due lunotti in alto, ai lati del presbiterio, sopra la fascia decorativa di cherubini, sono raffigurati gli angeli della Passione, a sinistra, e gli angeli della Resurrezione, a destra.
Proseguendo verso sinistra, si trova la cappella di santa Francesca Romana, chiamata anche delle Vergini. Sulla parte alta dell'attico le figure di Adamo a sinistra, della Verginità con l'unicorno al centro e di Eva a destra. Le pareti della cappella sono animate da figure di vergini in altorilievo, che rappresentano Apollonia, Maria Maddalena, Barbara, Francesca Romana, Caterina d'Alessandria, Agata e Agnese. Sul fondo della parete la statua di Francesca Romana. Sopra il capo della statua l'affresco della Natività.
Il quarto arco, sul quale siedono Davide e Salomone, e che ha al suo apice la raffigurazione della Pazienza, con a sinistra le figure di un Angelo, e a destra, Adamo ed Eva cacciati dal paradiso terrestre, introduce alla cappella della Beata Vergine del Carmine. Costruita nel 1729 ha sul fondo l'altare in marmo, con al centro il prezioso tabernacolo e ai lati due colonne e due pilastri in gesso marmorizzato, che racchiudono la nicchia dove è posta la statua della Madonna del Carmine. Di raffinata bellezza il paliotto, realizzato secondo la tecnica del commesso marmoreo (tecnica consistente nel “commettere” tasselli di marmo o pietre dure secondo un disegno di partenza), con una ricca trama di elementi vegetali.